# Коядро (теорія категорій)
В теорії категорій коядро — поняття, двоїсте до ядра. Ядро є підоб'єктом прообразу, а коядро — фактороб'єктом образу. 

## Означення
Нехай C — категорія з нульовими морфізмами. Тоді коядро морфізма f : X → Y — морфізм q : Y → Q, такий що:
- qof — нульовий морфізм із X у Q;

- Для будь-якого морфізма {\displaystyle q':Y\to Q'}, такого що {\displaystyle q'\circ f} — нульовий морфізм, існує єдиний морфізм {\displaystyle u:Q\to Q'}, такий що наступна діаграма є комутативною:

Як і інші універсальні конструкції, коядро існує не завжди, але якщо існує, то воно є визначеним з точністю до ізоморфізму.
Коядро завжди є епіморфізмом. Навпаки, епіморфізм називається нормальним (іноді — конормальним), якщо він є коядром деякого морфізма. Категорія називається конормальною, якщо будь-який епіморфізм в ній є нормальним.

## Приклади
В категорії груп, коядро гомоморфізму груп f : G → H є факторгрупою H по нормальному замиканню образу f. У випадку абелевих груп, оскільки кожна підгрупа є нормальною, coker(f) =  H/im(f).
В абелевій категорії образ і кообраз морфізма задаються як
{\displaystyle \mathrm {im} (f)=\ker(\mathrm {coker} f)}
{\displaystyle \mathrm {coim} (f)=\mathrm {coker} (\ker f)}.
Зокрема, будь-який епіморфізм є своїм власним коядром.